# قانون الذاكرة التاريخية

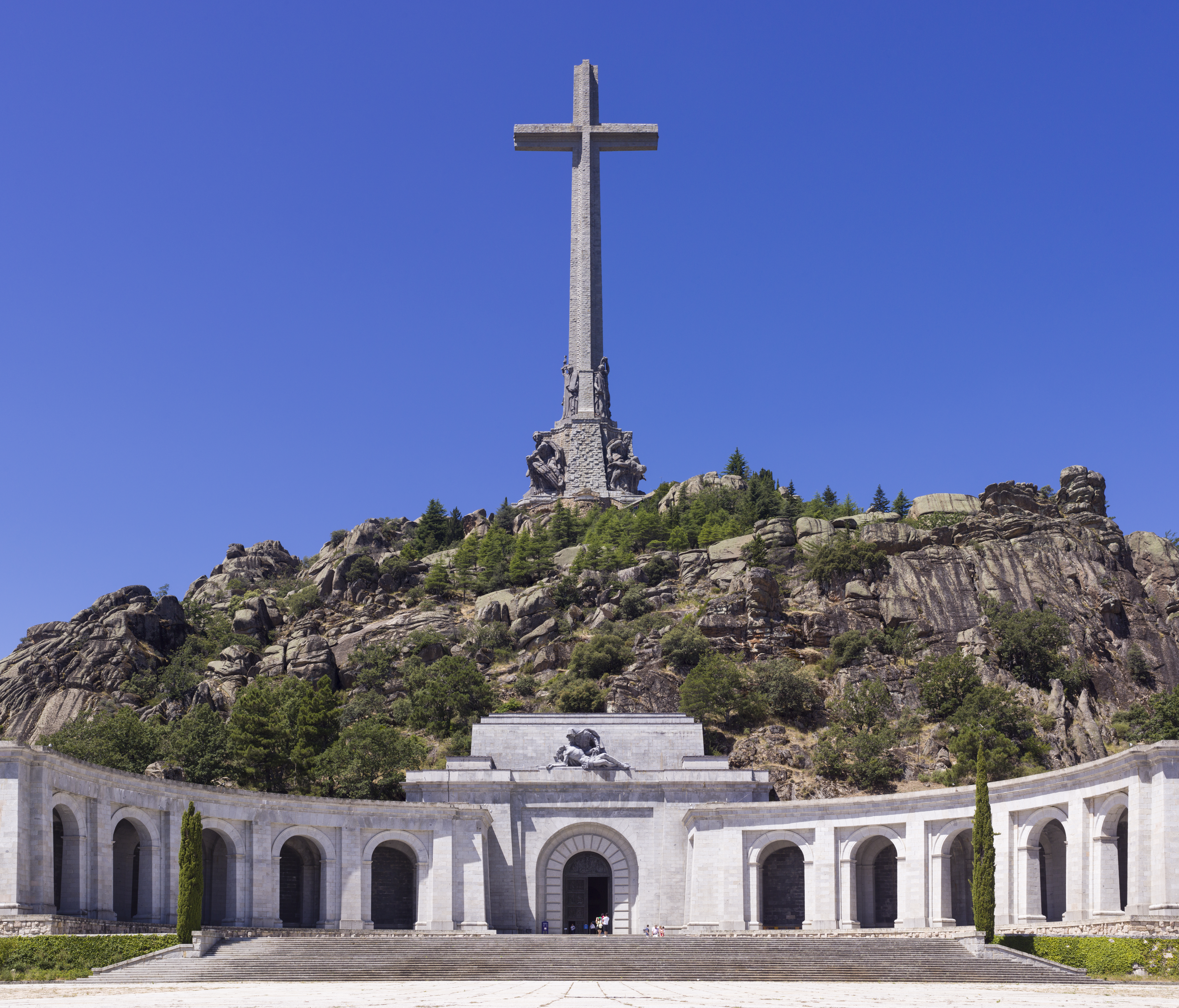
وادي السقوط - ضريح فرانكو. يحظر القانون الأحداث السياسية في الموقع.

القانون 57/2007 الذي يعترف بالحقوق ويوسعها ويضع تدابير لصالح الذين عانوا من الاضطهاد أو العنف خلال الحرب الأهلية والديكتاتورية ( بالإسبانية : Ley 57/2007 por la que se reconocen y amplían derechos y se estélicen medidas en favor de quienes padecieron persecución o violencia durante la Guerra Civil y la Dictadura ) ، المعروف باسم قانون الذاكرة التاريخية (Sp: Ley de Memoria Histórica ) ، وهو قانون إسباني أقره مجلس النواب في 31 أكتوبر 2007.  كان يستند إلى مشروع قانون اقترحته حكومة حزب العمال الاشتراكي الأسباني بقيادة رئيس الوزراء خوسيه لويس رودريغيز ثاباتيرو. يعترف قانون الذاكرة التاريخية أساسًا بالضحايا على جانبي الحرب الأهلية الإسبانية، ويعطي حقوقًا لضحايا وأحفاد ضحايا الحرب الأهلية والديكتاتورية اللاحقة للجنرال فرانسيسكو فرانكو، ويدين رسميًا نظام فرانكو. لقد صوت الحزب الشعبي المحافظ واليسار الجمهوري لكاتالونيا ضد إقرار القانون ولكن لأسباب مختلفة.  بسبب عدم تصويته، اتهم الحزب الشعبي حكومة الحزب الاشتراكي بإضعاف الإجماع السياسي حول الانتقال إلى الديمقراطية و"استخدام الحرب الأهلية كحجة للدعاية السياسية"، في حين رفض اليسار الجمهوري في كاتالونيا القانون على أساس.  

## أحكام
الأحكام الرئيسية للقانون هي: 

## تنفيذ القانون
لم تقم حكومة الحزب الشعبي المحافظ لماريانو راخوي، التي كانت في السلطة من عام 2011 حتى عام 2018، بإلغاء أو تعديل قانون الذاكرة التاريخية. قدم سنترو دينتال دو لا ميموريا هيستوريكا معلومات عن ضحايا القمع الفرنسي،  لكن الحكومة قلصت مساعدة الدولة في عمليات استخراج الجثث. 